# Mittelgrund Helmlingen
Mittelgrund Helmlingen ist ein Naturschutzgebiet im Naturraum 210 Offenburger Rheinebene in Baden-Württemberg. In dem Gebiet finden sich für die Rheinaue charakteristische Wälder, Gewässer und Uferzonen. Es dient als Lebensraum vielfältiger Tier- und Pflanzengesellschaften mit seltenen und im Bestand bedrohten Arten und ist ein naturhafter Landschaftsteil von besonderer Eigenart und Schönheit.

## Geographie
Das Naturschutzgebiet befindet sich rechtsrheinisch auf der Gemarkung des Rheinauer Stadtteils Helmlingen. Ein kleiner Teil des Gebietes liegt auch auf der Gemarkung von Freistett und wird durch den Mühlbach abgetrennt. Im Norden grenzt das Naturschutzgebiet an den Baggersee von Helmlingen. Es umfasst auf 103 ha die Rheinauen des gleichnamigen Gewanns Mittelgrund sowie die Altrheine Mittelkopf und Rubenkopfkehle.

## Steckbrief
Das Gebiet wurde per Verordnung am 24. Mai 1995 durch das Regierungspräsidium Freiburg als Naturschutzgebiet ausgewiesen und hat eine Fläche von 103,0 Hektar. Es wird unter der Schutzgebietsnummer 3.208 geführt und ist in die IUCN-Kategorie IV, ein Biotop- und Artenschutzgebiet  eingeordnet. Die WDPA-ID lautet 164634 und entspricht dem europäischen CDDA-Code und der EUNIS-Nr.
Der Schutzzweck
„ist die Erhaltung des Gebietes mit seinen für die Rheinaue charakteristischen Wäldern, Gewässern und Uferzonen als
- Lebensraum für vielfältige und gefährdete Tier - und Pflanzengesellschaften mit seltenen und in ihrem Bestand bedrohten Arten,
- naturhafter Landschaftsteil von besonderer Eigenart und Schönheit und
- Objekt für die Wissenschaft.
- die Weiterentwicklung des Gesamtgebietes im Hinblick auf die Optimierung des Lebensraumes sowohl für Offenlandarten (Rieselfeld) als auch für Arten der Feuchtwälder.

Dem Schutzzweck entspricht auch die Wiederherstellung auetypischer Standortverhältnisse und die Zulassung auetypischer Entwicklungen.“

## Flora und Fauna
Das Naturschutzgebiet Mittelgrund Helmlingen besteht größtenteils aus einem typischen Rheinauenwald, der stellenweise durch kleine Rheinauen sowie durch die etwas größeren Altrheine Mittelkopf und Rubenkopfkehle unterbrochen wird. Die Gewässer und Uferzonen dienen als Lebensraum für viele verschiedene Tier- und Pflanzenarten, zu denen auch seltene und im Bestand bedrohten Arten zählen. Im Auwald sind viele Vogelarten wie der Mittelspecht, der Pirol, der Habicht und weitere kleinere Singvogelarten anzutreffen, genauso wie der Graureiher und der seltene Eisvogel an den Gewässern zu finden sind. Außerdem sind auf den Gewässern im Schutzgebiet weitere Brutvögel wie der Haubentaucher, der Zwergtaucher, das Blässhuhn, die Stockente und die Reiherente zu beobachten. Neben den Vögeln leben hier auch kleinere Tiere wie der Grasfrosch, der Wasserfrosch, die Gelbbauchunke, verschiedene Libellenarten und viele weitere.

## Vormals geplante Bebauung
Auf dem an das Naturschutzgebiet Mittelgrund Helmlingen angrenzenden Gewann „Unterer Gayling“ war ein neuer Baggersee in Planung, der über ein Förderband mit dem Kieswerk Helmlingen verbunden werden sollte. Dieses Förderband wäre dann wahrscheinlich größtenteils durch das Naturschutzgebiet verlaufen, was unter anderem für einige Bewohner Grund zum Protest gegen den geplanten Baggersee war. Die geplante Erweiterung des Kieswerks wurde 2021 durch die Stadt Rheinau untersagt.